# Семёнова, Нимфодора Семёновна
Нимфодо́ра Семёновна Семёнова (по афишам: Семёнова-меньша́я, в замужестве Лестреле́н; 1788 (в некоторых источниках 1787) — 28 марта [9 апреля] 1876) — артистка оперной труппы Императорских театров, младшая сестра Екатерины Семёновой.

## Биография
Родилась в крепостной семье, мать — Дарья, крепостная смоленского помещика, отставного поручика Ивана Степановича Путяты (1715-1790), отец — учитель английского языка, инспектор  Морского шляхетного кадетского корпуса Прохор Иванович Жданов († 1800). Училась в Петербургском театральном училище, в драматическом отделении в классе князя А. Шаховского. Будучи ученицей, в 1807 году дебютировала на сцене петербургского Каменноостровского (Большого) театра в партии Милославы («Днепровская русалка» Ф. Кауэра).
После окончания была зачислена в труппу Каменноостровского театра на амплуа инженю. Капельмейстер Катерино Кавос обратил внимание на певческие способности Семёновой и убедил её учиться пению. Оперные партии учила по слуху под руководством К. А. Кавоса, позднее брала уроки пения у Я. С. Воробьёва. С 1809 года она выступала также в оперных спектаклях.
Своими успехами на сцене Нимфодора Семёновна была обязана своей хорошей игре. Также благосклонность зрителей объяснялась ослепительной красотой Семёновой, о которой сохранилось много восторженных отзывов, например «высокая, стройная, с необыкновенно нежным цветом лица, с синими большими глазами и как смоль чёрными волосами» (А. Я. Головачёва-Панаева). Наиболее успешными были те роли Семёновой, к характеру которых она подходила своей внешностью. Однако же певицей Семёнова была средней, с недостаточно развитой техникой пения и недостаточной гибкостью голоса. Современник писал о ней:

 Имеет стройный стан и привлекательное греческое лицо. Голос её довольно приятен. С охотою и старанием, она в короткое время достигла до степени хорошей певицы; в отношении же к игре она давно уже пользуется правом отличной актрисы.— «Сын отечества»

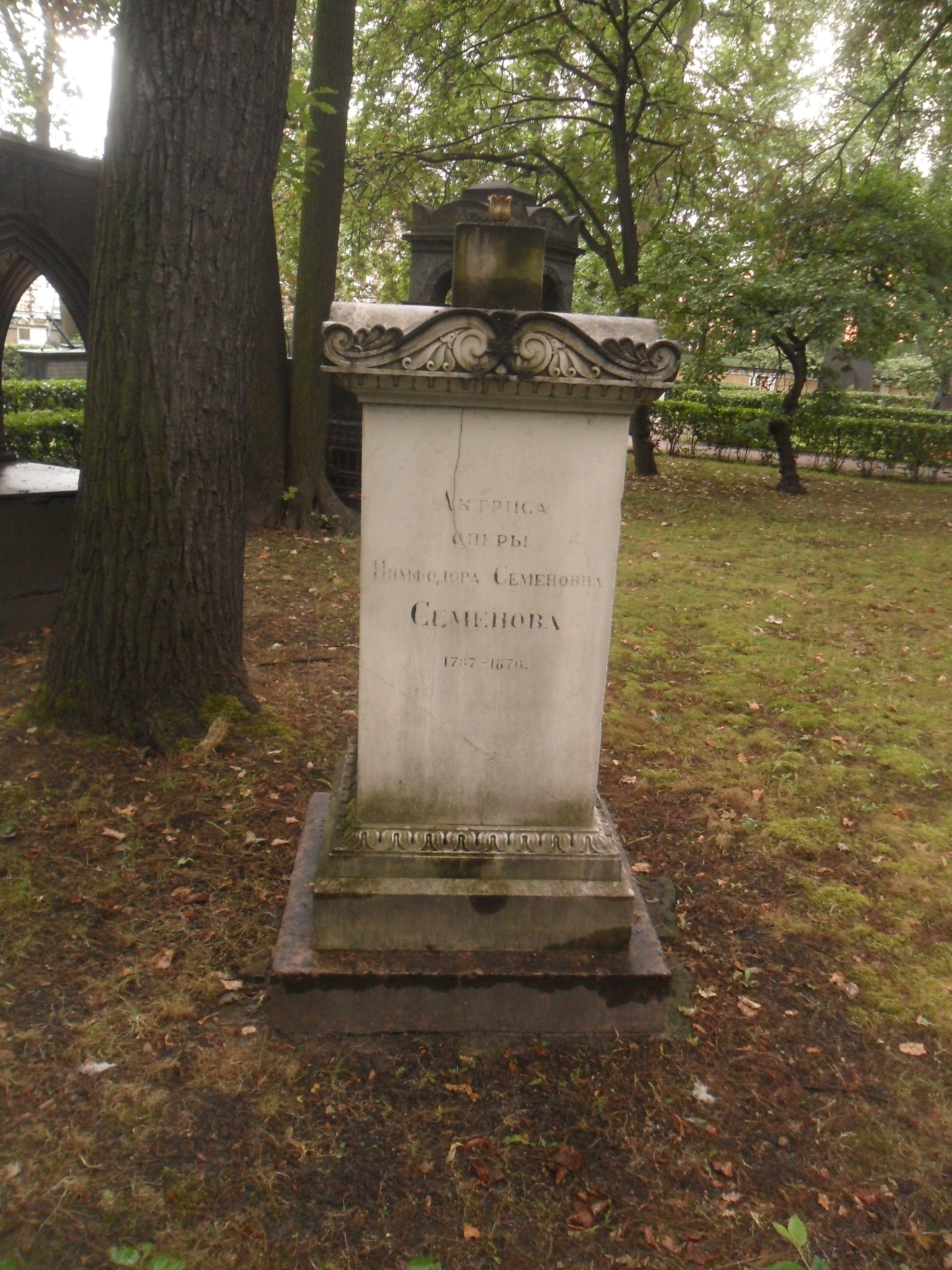
Могила Нимфодоры Семёновой в Некрополе мастеров искусств в Санкт-Петербурге.

С 1828 года на сцене московского Большого театра. В 1831 году оставила театр, получая пенсию в 4 тысячи рублей от Кабинета. 
Нимфодора Семёнова пользовалась большим уважением в литературных кругах. В её гостях бывали А. Грибоедов, Н. Гнедич, В. Жуковский, А. Пушкин. Последний посвятил Нимфодоре Семёновне шуточное стихотворение «Желал бы быть твоим, Семёнова, покровом», 1817—1820. Широко занималась благотворительностью, в её доме наравне с её дочерьми воспитывалось несколько бедных девушек. В театральных кругах в расчёте на щедрость Семёновой повелось приглашать её крестной матерью, и она никогда не отказывала. Только в одной метрической книге церкви при Театральном училище было записано более двухсот её крестников и крестниц. Оказывала постоянную помощь некоторым семьям хористов и даже театральных плотников и сторожей.
Долгие годы пользовалась покровительством мецената графа В. В. Мусина-Пушкина, с которым открыто прожила больше 20 лет и от которого имела трёх дочерей, получивших фамилию Темировы. Но вместе с тем она безгласно, если не для публики, то, по крайней мере, для своего покровителя, состояла в отношениях с графом А. Х. Бенкендорфом, поэтому вопрос, кто был отцом детей Семёновой, несмотря на признание их графом Мусиным-Пушкиным, навсегда останется загадкой. После смерти Мусина-Пушкина, в 1840 году Семёнова вышла замуж за француза, жившего в Москве, писателя, сотрудника журнала «Bulletin du Nord» (Москва) Ашилля Лестрелена (Achille Lestrelin; ум. 1864), и уехала с ним в Париж. Супруг её оказался игроком, расточителем и мотом, чтобы спасти остатки своего состояния, она вынуждена была разойтись с ним и вернулась в Петербург.
За десять лет до смерти Нимфодора Семёновна, как и её сестра, ослепла. Скончалась в Санкт-Петербурге, была похоронена на Новодевичьем кладбище. В 1930-х годах захоронение было перенесено в Некрополь мастеров искусств Александро-Невской лавры.

## Роли
- Милослава — «Днепровская русалка» Ф. Кауэра, 1807
- Анюта — «Рассудительный дурак» А. Клушина, 1810
- Федра — «Ариадна» Ж. Расина, 1811
- Иоанна — «Иоанна д’Арк, или Дева Орлеанская», М. Карафы
- Галчина — «Новая суматоха», А. Шаховской
- Вениамина — «Иосиф Прекрасный», Э. Мегюль
- Зораима — «Зораима и Зюльнар», Ф. Буальдьё
- Евхариса — «Телемак на острове Калипсы» К. Глюк
- Сервилия — «Титово милосердие», В. А. Моцарта
- Юлия — «Ромео и Юлия», Д. Штейбельта
- Милолика — «Добрыня Никитич, или Страшный замок», К. А. Кавос  и Ф. Антонолини
- графиня Сюрвель — «Целый роман, или Весь день в приключениях», Э. Мегюль
- Роза — «Красная Шапочка», Ф. Буальдьё
- Матильда — «Елисавета, королева Английская», Дж. Россини
- Анета — «Сорока-воровка», Дж. Россини
- Наташа — «Женщина-лунатик», К. А. Кавос
- Изора — «Волшебный лес, или Спящая красавица», Ф. Буальдьё, Л. Керубини, А.-М. Бертон, А. Гретри
- Роза — «Молодая вспыльчивая жена», Ф. Буальдьё
- Изора — «Рауль Синяя Борода» А. Гретри
- Агнесса — «Отец и дочь» (др. назв. «Агнесса») Ф. Паэр
- Каролина — «Тайный брак», Д. Чимароза
- Эльвира — «Рожер Сицилийский», А.-М. Бертон
- Камилла — «Подземелье замка Убальдо» Ф. Паэр
- Милослава — «Русалка», К. А. Кавос, первая исполнительница
- Параша — «Девичник, или Филаткина свадьба», А. Н. Титов
- Заида — «Вавилонские развалины, или Торжество и падение Гиафара Бармесида», К. А. Кавос
- Зораида — «Жар-птица, или Приключение Ивана-царевича», К. А. Кавос и Ф. Антонолини
- Аббаса — «Гений Итурбиель, или Тысяча лет в двух днях визиря Гаруна», К. А. Кавос и Ф. Антонолини
- Розальвина — «Пиемонтские горы, или Взорвание Чёртова моста», К. А. Кавос и И. А. Ленгард[5]
- Алина — «Алина, королева Голкондская», Ф. Буальдье
- Юлия — «Пан Твардовский», А. Н. Верстовский
- Констанца — «Похищение из сераля», В. А. Моцарт
- Роза де Вольмар — «Молодая вспыльчивая жена», Ф. Буальдьё
- Сандрильона — «Сандрильона» Д. Штейбельт
- Евхариса — «Телемак на острове Калипсо», К. Глюк
- Нинетта — «Сорока-воровка», Дж. Россини
- Розина — «Севильский цирюльник», Дж. Россини
- Церлина — «Дон Жуан», В. А. Моцарт

Её партнёрами были П. Злов, Г. Климовский, В. Самойлов, М. Шелехова. Вместе с Е. Сандуновой участвовала в дивертисментах, где исполняла русские народные песни.